# Smith County, Mississippi
Smith County är ett administrativt område i delstaten Mississippi, USA. År 2010 hade countyt 16 491 invånare. Den administrativa huvudorten (county seat) är Raleigh. 

## Geografi
Enligt United States Census Bureau så har countyt en total area på 1 651 km². 1 647 km² av den arean är land och 4 km² är vatten. 

### Angränsande countyn
- Scott County - nord
- Jasper County - öst
- Jones County - sydost
- Covington County - syd
- Simpson County - väst
- Rankin County - nordväst